# Hayk
Haik (o Hayk) es el legendario patriarca fundador de la nación armenia.
Su historia se narra en la Historia atribuida a Moisés de Corene (siglo V a siglo VII de nuestra era).

## Etimología
El nombre del patriarca, Haik (Հայկ), no es exactamente homófono con el nombre de Armenia, Haik (Հայք).
Sin embargo, ambos son normalmente asociados con la partícula hai- con la que se autodenominan los armenios (Հայեր haier).
Haik entonces es una especie de figura fundacional aitiológica, como por ejemplo es Dan para los daneses, Seaxneat para los sajones, etc.
La etimología estándar de hai-, es la autodesignación de los armenios indoeuropeos (en contraposición a los urartianos), es una derivación del indoeuropeo *poti-s, que significa ‘señores’ o ‘líderes’.
Estas tribus indoeuropeas se pueden haber asentado en Armenia en el siglo VIII a. C.), en particular en el período de las invasiones cimerias, cuando Sargón II mencionó a un rey de una parte de Armenia quien tenía nombre indoiranio: Bagadatti (según Theodore).
Debe mencionarse que una conexión realizada en la historia de Armenia escrita durante la era soviética, con la Hayasa mencionada en inscripciones hititas, no posee sustento sobre la base de información fonológica.

## En Moisés de Corene
Según el relato de Moisés de Corene, Haik, hijo de Torgoma, es padre de Armaneak mientras vive en Babilonia, pero luego de que el arrogante titán Bel se proclamara rey, Haik emigra a la región de Ararat donde se asienta con un grupo de unas 300 personas, funda una villa que bautiza con el nombre de Haikashen.
En el camino funda también otro poblado que deja a cargo de su nieto Kadmos. Bel envía uno de sus hijos para que lo conmine a regresar, pero él se niega. Bel decide entonces marchar contra él al mando de una gran fuerza militar, pero Kadmos previene a Haik de este movimiento. Haik organiza su ejército a las orillas del lago Van y los arenga diciendo que ellos deben vencer y matar a Bel, o morir en el intento, antes que convertirse en sus esclavos.

Haik era un hombre bueno y agradable, con cabellos rizados, ojos chispeantes, y fuertes brazos. Por su estatura parecía un gigante, era un hábil arquero y un guerrero audaz. Desde la época de sus antepasados Noé y Jafet, Haik y su pueblo habían emigrado hacia el sur hacia las cálidas tierras contiguas a Babilonia. En estas tierras ejercía su poder un gigante llamado Bel. Bel intentaba imponer su tirania sobre la gente de Haik. Pero el orgulloso Haik se negaba a someterse a Bel. Tan pronto como nació su hijo Aramaneak, Haik se alzó, y condujo su pueblo de regreso a Ararat, la tierra de sus ancestros. Y al pie de las montañas, construyó su hogar en Haikashen.
Khorenatsi: History, 1, 10  a 12)

### Genealogía
Moisés de Corene (siglo V a siglo VII) indica que la genealogía de Haik es:
- Jafet,
- Gomer,
- Tiras,
- Torgom,

y sus descendientes
- Armaneak,
- Aramais,
- Gegham,
- Harma,
- Aram,
- Ara Keghetzig.[3]

Haik también fue el fundador de la dinastía Haikazuni.
Algunas otras casas armenias de abolengo (como
Khorkhoruni,
Bznuni,
Syuni,
Vahevuni,
Manavazian,
Arran, etc.)
poseen árboles genealógicos que se remontan a Haik.
Según Juansher: «[Haik] fue príncipe de los siete hermanos y estuvo al servicio del gigante Nemrod (Nebrovt') quien fue el primer rey de todo el mundo».

### Victoria sobre Bel
Haik descubre a las tropas de Bel en un paso en la montaña (que Moisés de Corene ubica en Dastakert), comandadas por el mismísimo Bel en persona.
Durante el transcurso de la batalla de Dyutsaznamart, cerca de Julamerk, al sureste del lago Van, que tuvo lugar el 11 de agosto de 2492 a. C., Haik mata a Bel mediante un certero flechazo, y su ejército es derrotado.
Haik construye el castillo de Haikaberd en el sitio en el que tuvo lugarla batalla y establece el pueblo de Haikashen en la provincia armenia de Taron (hoy Turquía).
A la región donde se desarrolló la batalla la nombra Haik (Armenia), y al sitio de la batalla, Hayoc’ Jor (Հայոց Ձոր: ‘desfiladero de los armenios’.
A la montaña donde Bel y sus tropas fueron vencidos, Haik la llama Gerezmank.
Haik mandó embalsamar el cuerpo de Bel y ordenó se lo trasladara a Hark para ser enterrado en un punto elevado, a la vista de su esposa e hijos.

## Mitología comparativa
El personaje matado por la flecha de Haik es conocido como Bel o Nimrod.
Haik es también el nombre de la constelación de Orión en la traducción armenia de la Biblia hebrea.
S. Der Movsessian cree que Haik fue una "persona histórica" que luego fue deificada y adorada como Deus Armenicus. Este punto de vista es apoyado por S. Matikian (mekhitarista de Viena), conecta a Haik con Hay, la autodenominación del pueblo armenio, y apoya su aseveración en los nombres de Asiria (Aššur), Atenas (Atenea) y Roma (Rómulo), cada una nombrada en honor a su deidad-héroe particular.
Él sostiene que Haik era el dios principal de los armenios, tal como Indra es el de la India védica.
Igualmente, así como Haik huyó de Babilonia a causa de Bel, a quien luego dio muerte, Zeus escapó de las montañas del Cáucaso, para regresar luego a Sicilia y disparar fatales flechas contra sus adversarios titánicos.